# 蘇非王朝
蘇非王朝（1359年－1388年）是突厥化弘吉剌人在咸海旁花剌子模建立的小王国。
蘇菲王朝的祖先是蒙古貴族和弘吉剌部落的成員聶古歹比。該王朝與黃金家族有幾處聯繫;它是成吉思汗的大皇后孛兒帖的後裔，他的祖父和曾祖父是蒙古公主的兒子。聶古歹最初擔任月即別汗軍隊的總司令，後來離職並成為蘇菲，然後遷移到花剌子模，在那裡他成為該地區第一位弘吉剌酋長

## 历史
这个國家成立於十四世纪的花剌子模一带。弘吉剌人胡塞因·苏菲趁金帐汗国内乱在这建国，后夺柯提与希瓦。帖木儿建国后，觉得這王國是對河中的威脅，在1371年、1373年、1375年三次出兵，1379年灭其王国（因为帖木儿离开河中优素福就威胁撒马尔罕）。其王优素福在围城戰中死去，帖木儿后来进行大屠杀，将首都玉龙杰赤夷平。最后一个王苏里曼与脱脱迷失结盟至1388年。
苏非王朝被帖木儿打败后，弘吉剌人流散至中亞各民族中,但弘吉剌人繼續斷斷續續地統治著當地直到16世紀烏茲別克人征服當地。

## 统治者
1. 阿克·苏非（1359－1361）
2. 胡塞因（1361－1372）
3. 优素福（1372－1380）
4. Balankhi（1380）
5. Maing（1380）
6. 苏里曼（1380－1388）